# Дварапалы

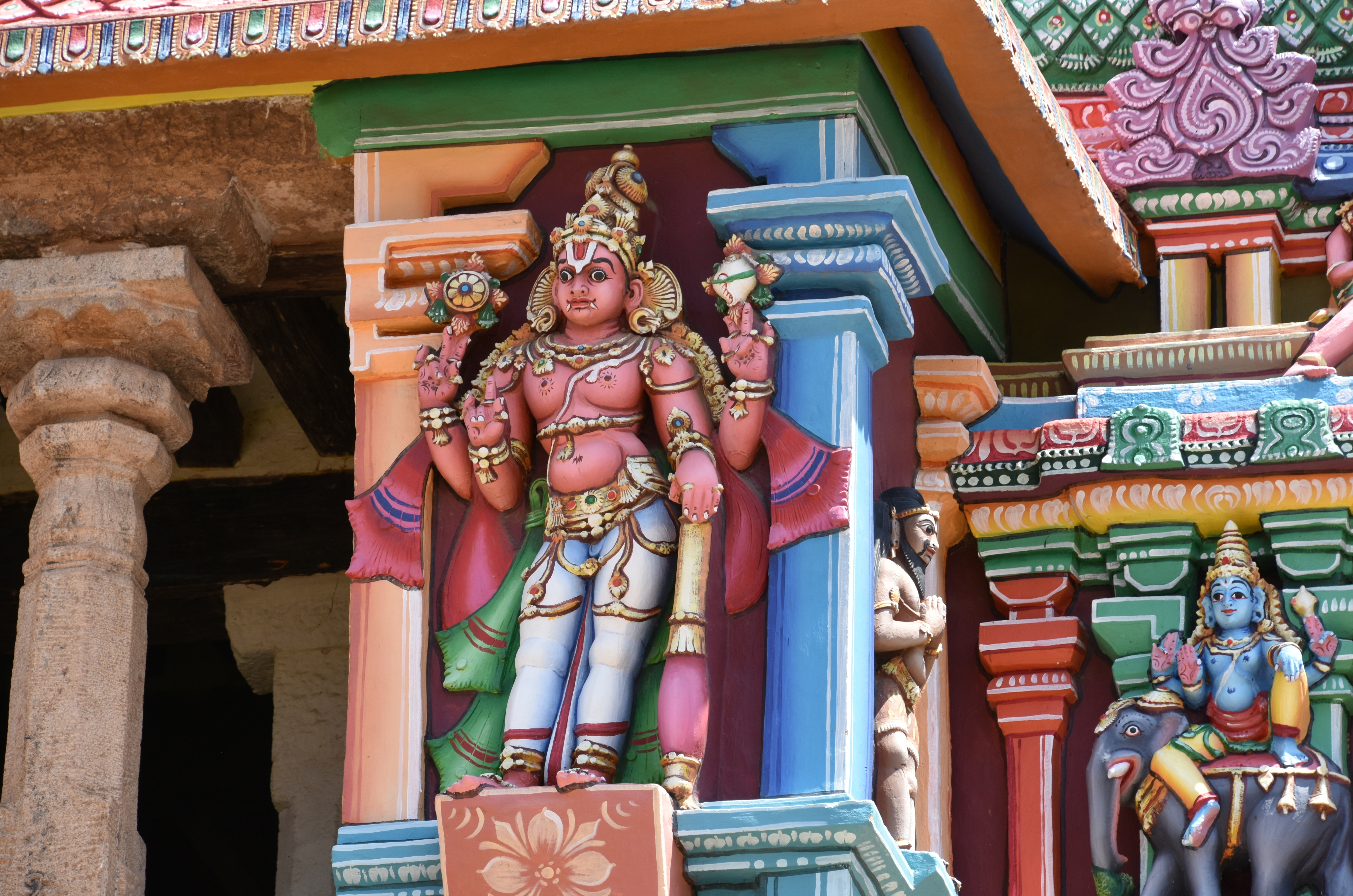
Дварапала при входе в храм Ранганатхи в Шрирангаме

Дварапалы (англ. dvarapala, dvarapalaka, dvara-palaka, sanskrit, «door guard»; IAST: IAST: Dvārapāla ) или дварапалака —  в странах Азии образы привратников (хранителей), стоящих возле ворот или входа в храм, изображаются как вооружённые воины, демоны или гиганты, внушающие страх.
Дварапалы также охраняют место обители Господа, в случае Вишну дварапалы стоят у входа на Вайкунтху. Определить, за охрану мира какого божества они отвечают, можно по позам и символам, которые они держат в своих руках. Привратниками могут быть существа как мужского, так и женского рода. Женские дварапалы характерны для буддизма и индуизма в Юго-Восточной Азии. В Японии они известны как конгорикиси или нио, в Китае — как хэнхаэрцзян. Функции дварапал — отгонять зло от храмовых комплексов и устрашать посетителей.

## Храмовая скульптура

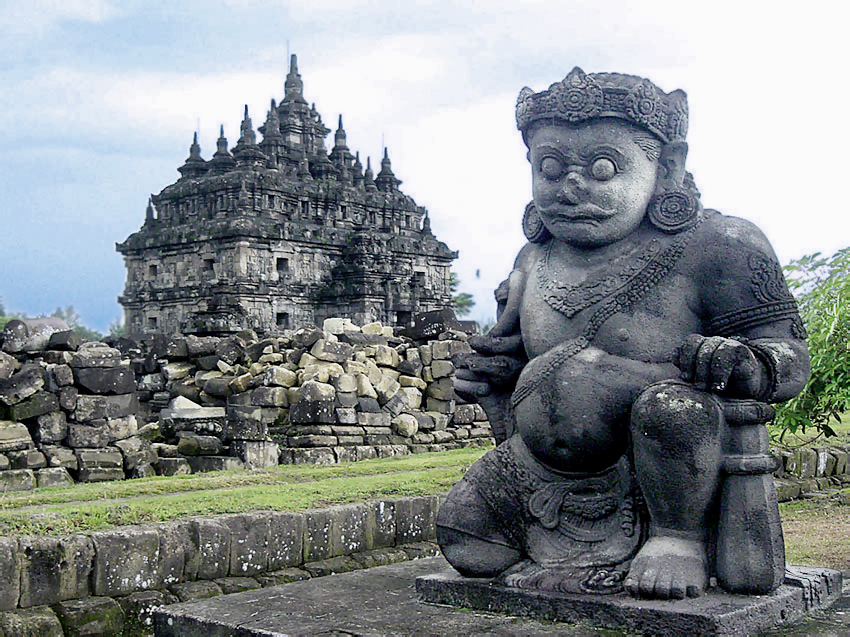
Один из пары дварапал (Ява)

Скульптуры дварапалов можно встретить во всех буддистских или индуистских храмах. Они стоят парами по обеим сторонам от дверей. Священные тексты индуизма предписывают, чтобы привратниками должны быть обеспечены все дверные проёмы по четырём сторонам света. В первую очередь это относится к большим дверным проёмам храмовых комплексов, а также входу в святилище.
Изображения дварапал менялись по мере развития архитектуры. Ранних дварапал изготавливали большого размера, они были массивными. К XV—XVI веку они становятся меньше размером, при этом более мускулистыми и богато украшенными. Материалом могли быть камень, бронза, дерево. Иногда дварапалы изображены сидящими верхом на животных, в том числе мифических.
В храмах современной постройки можно встретить стилизованных привратников в образах полицейских или постовых солдат. Современное подражание традиции можно встретить на входе в храм Ратчабофит (Бангкок).

## Имена дварапал

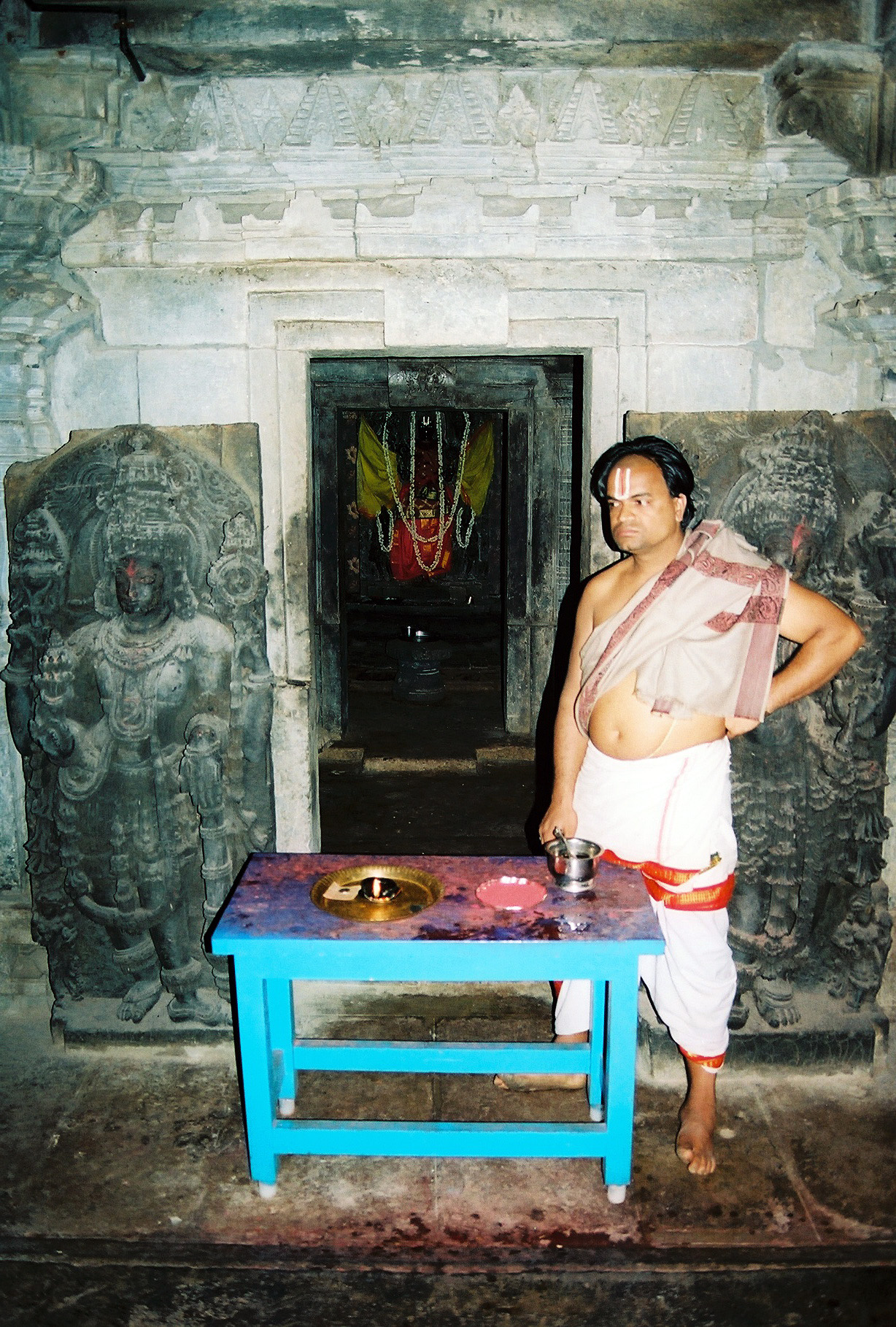
Дварапалы Джая и Виджая на входе в святилище, храм Ченнакешава (Белур, Индия)

Словосочетание произошло от санскритского «двара» (ворота или дверь) и «пала» (охрана или защита). В большинстве языков Южной и Юго-восточной Азии (телугу, тамильский язык, каннада и малаялам, тайский и бирманский язык, вьетнамский, кхмерский и яванский языки) привратников именуют «дварапала».
Восемь привратников обладают собственными именами, зависящими от ориентации ворот, которые они охраняют. При входе через северные ворота посетителей храма встречают Нанда и Сунанда. В некоторых традициях их называют Чанда и Прачанда (Canda, Pracanda).
|                                        | Север: Нанда и Сунанда (Nanda and Sunanda)  |                                             |
| Запад: Джая и Виджая (Jaya and Vijaya) |                                             | Восток: Дхата и Видхата (Dhata and Vidhata) |
|                                        | Юг: Бхадра и Субхадра (Bhadra and Subhadra) |                                             |

## Фигуры и атрибуты

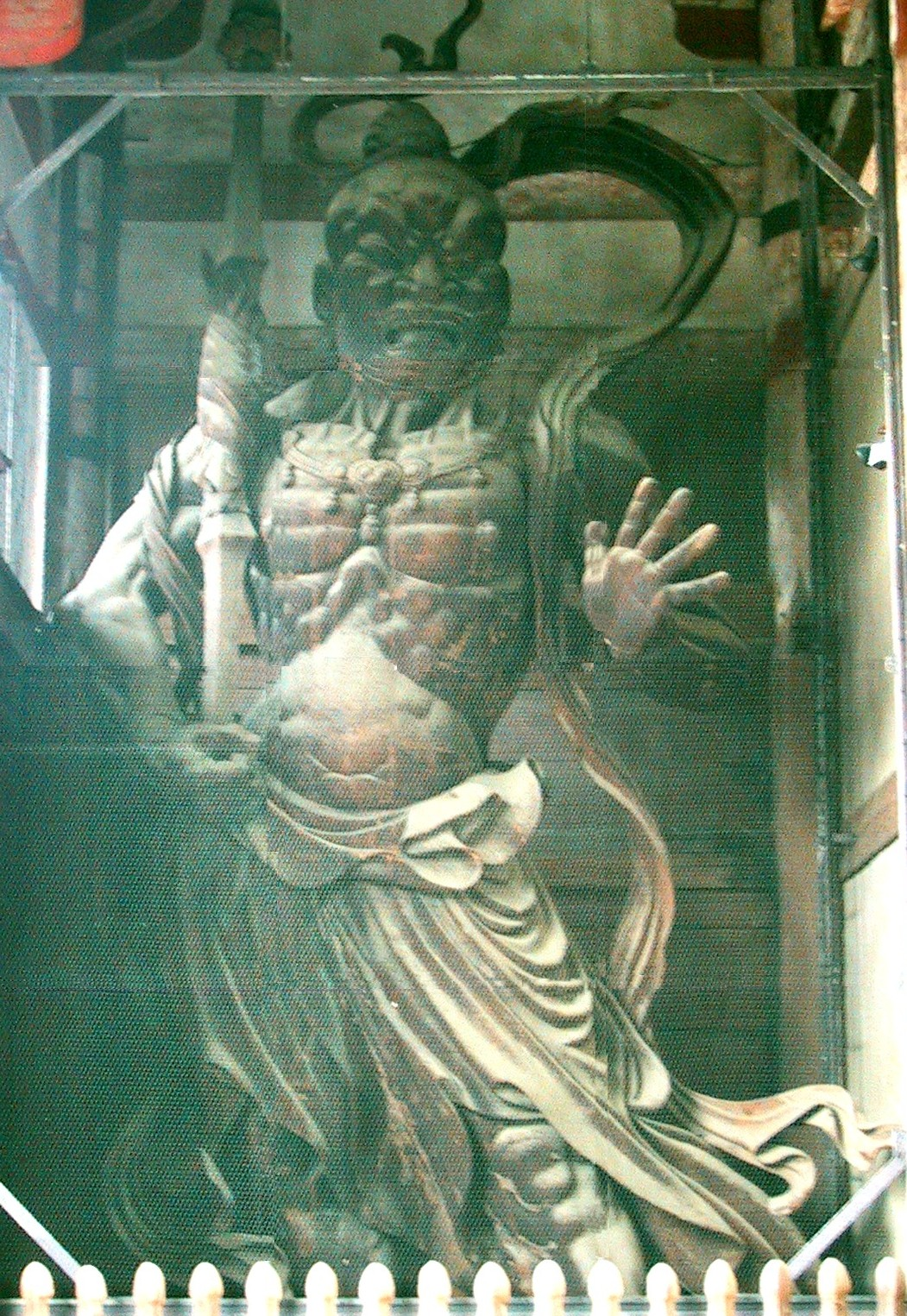
Знаменитый японский деревянный нио, сделанный в 1203 году скульпторами школы Кэй

Привратники принимают человеческую форму. В индуизме они имеют по четыре руки, которые держат атрибуты своего Господина. В шиваизме в верхних руках они держат трезубец и барабан, в вайшнавизме — раковину и чакру. В обоих случаях в качестве оружия выступает булава, которую они держат нижней левой рукой. Свободная нижняя правая рука показывает мудру, которой может быть тарджани, абхая и сварга. Чаще остальных на изображениях встречается тарджани-мудра или мудра угрозы, которая призывает посетителей быть вежливыми и внимательными.
Лица дварапал демонстрируют свирепость, которую должны подчёркивать торчащие изо рта клыки. Их головы венчает корона, часто представленная в форме огненных языков. Привратники имеют две ноги, одна из которых опирается на булаву, а вторая стоит твёрдо на земле. Чередование ног зависит от того, с какой стороны дверного проёма стоит привратник. Особенно это характерно для изображений в тамильском стиле (Индия, Шри-Ланка, Сингапур, Малайзия).
Для дварапал буддистских храмов на Шри-Ланке больше характерны человеческие черты. В некоторых случаях дварапала может изображаться как фигура свирепой змеи (нага). Скульптуры на Яве и Бали представлены в образе гигантов с крупным телосложением, стоящие на коленях и держащие булавы. Самая большая статуя дварапала найдена на Яве периода Сингасари (1222—1292) высотой 3,7 метра.

## Мистические силы
Привратники обладают сверхъестественными способностями, характерными для Господа и практикующих йогов. Шримад Бхагаватам описывает их перечень:

Всевышний сказал: люди сведущие утверждают, что существует восемнадцать видов сверхъестественных способностей, восемь из коих, основные, присущи Мне в полной мере и Мною даруются. Десять же второстепенных приобретаются усилиями от зримой природы… Восемь этих способностей берутся не от природы, но свыше.— Шримад Бхагаватам. Книга 11, Глава 15, Тексты 3-5
К сверхъестественным способностям относятся уменьшение до предельно малого размера (anima); увеличение до предельно большого размера (mahima); обретение лёгкости тела (laghima) или его тяжести (garima), всесильность (isita), способность подчинять других своей воле (vasita), способность стать неотразимым (prakamya), а также управлять другими существами (vasita).
Сверхъестественные способности позволяют дварапалам выполнять свои защитные функции. Считается, что они могут развиваться от интенсивной практики йоги. Однако духовному искателю не рекомендуется за ними следовать, поскольку способности уводят с пути освобождения.

Поглощенный мыслями обо Mне, Мой преданный слуга не желает благ и удовольствий, которыми изобилуют высшие сферы вселенной. Его не прельщают восемь тайных сил, которыми владеют йоги.— Шримад Бхагаватам. Книга 3, Глава 25, Текст 37

## Галерея

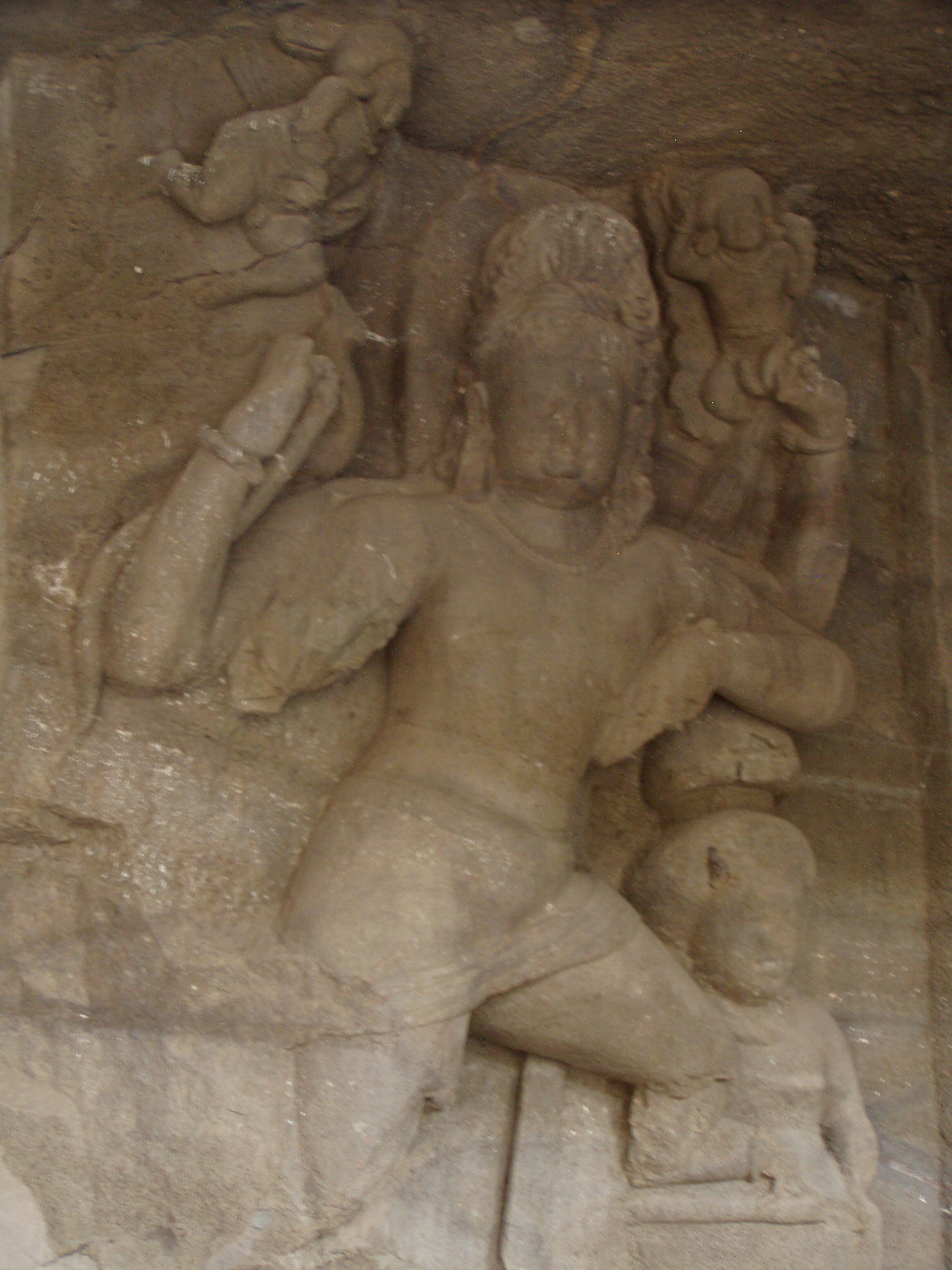
Дварапала в пещерном храме Элефанты (Индия)
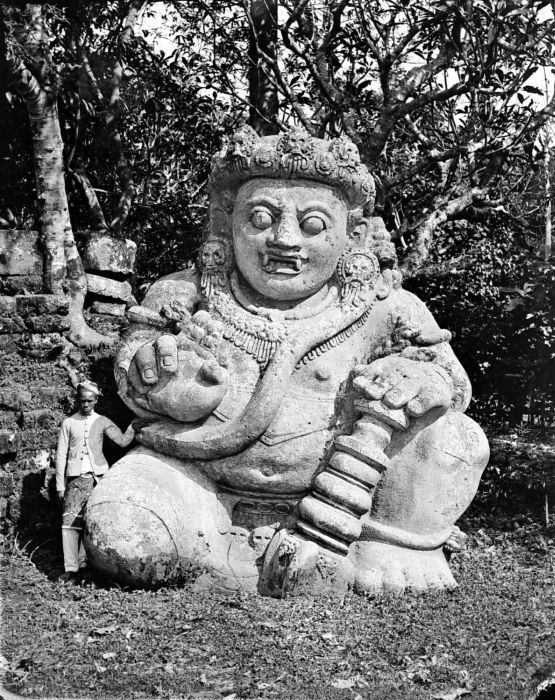
Крупнейшая каменная статуя дварапалы (Ява)
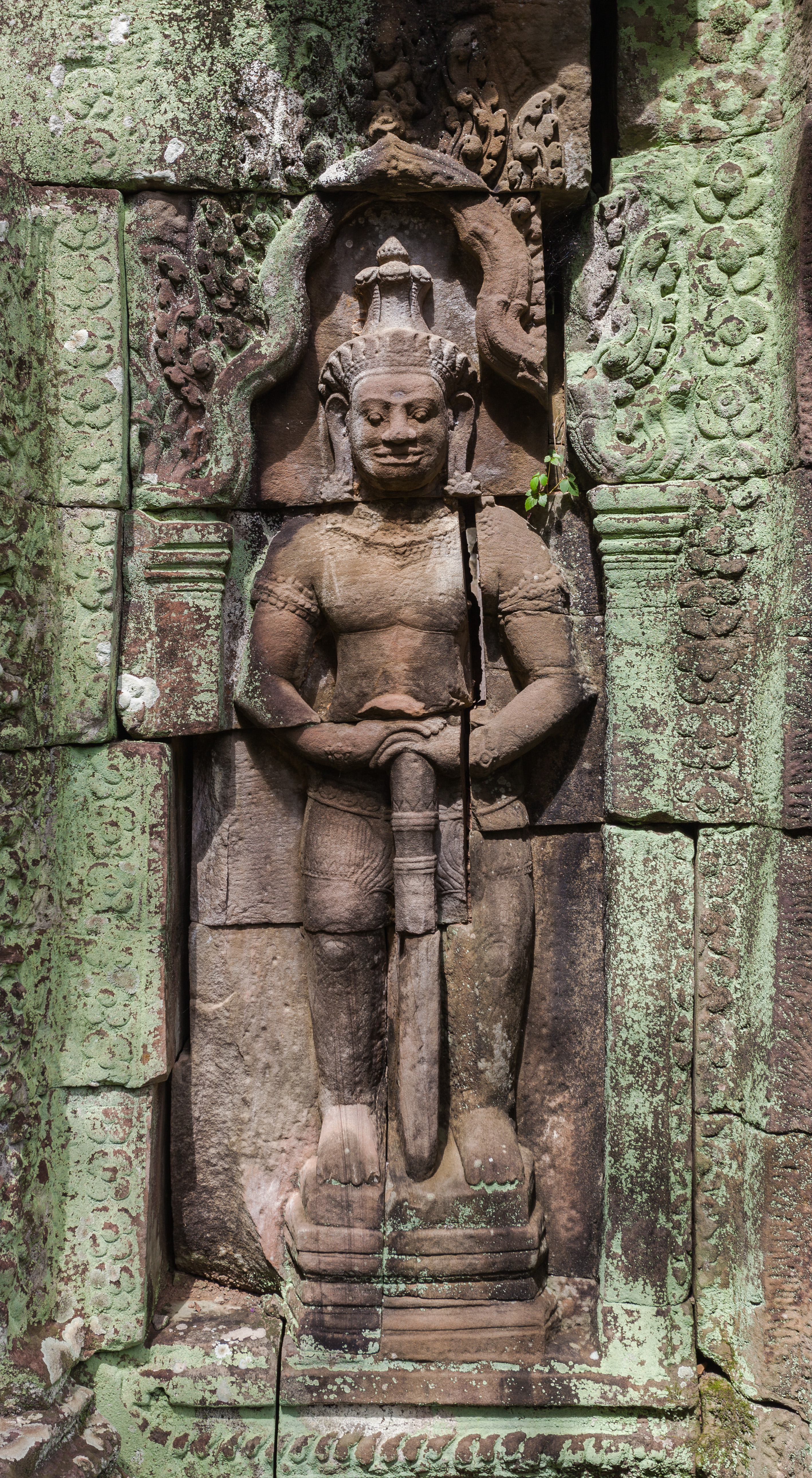
Дварапала в Бантай Кдей, Ангкор-Ват (Камбоджа)
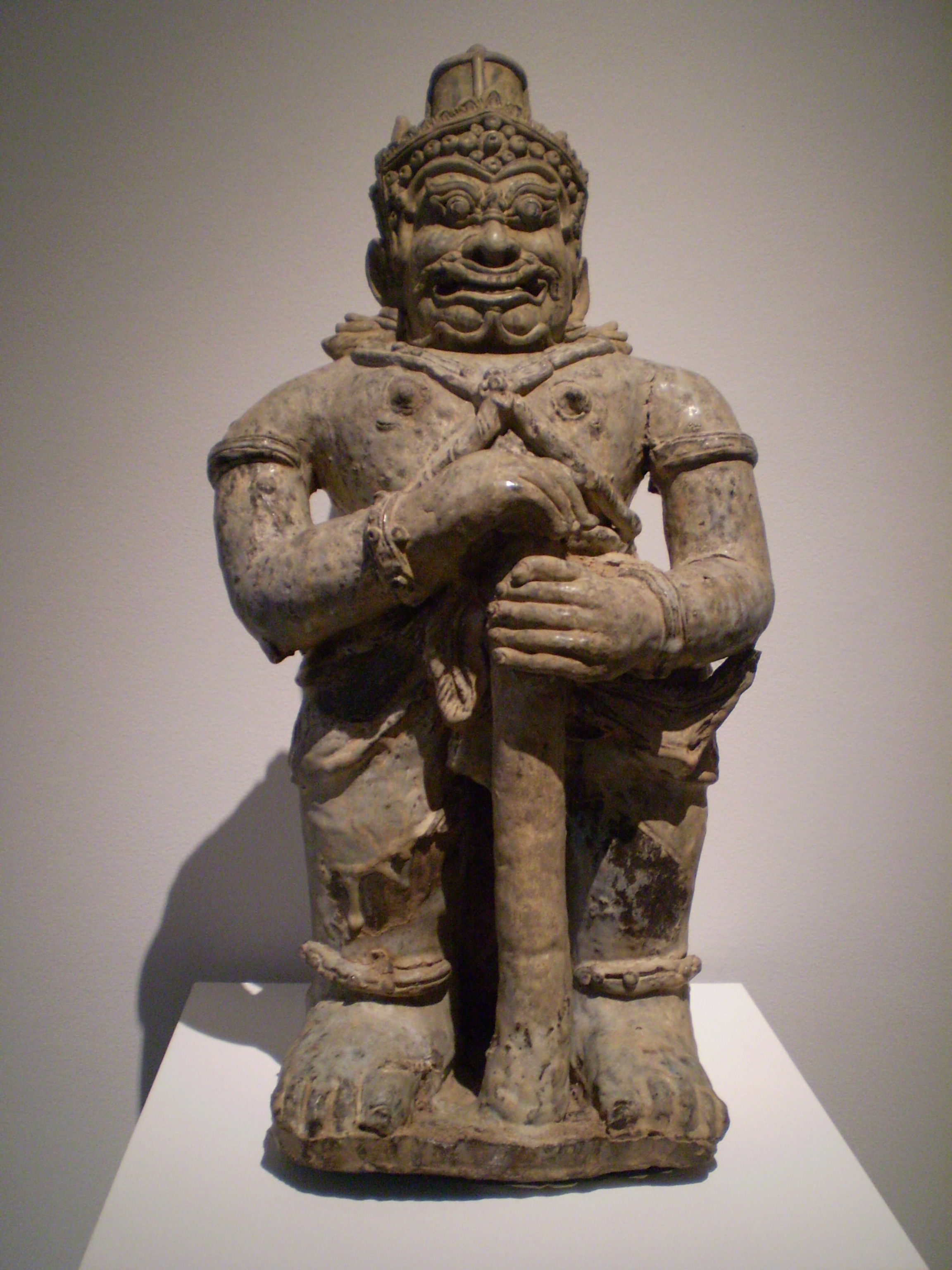
Дварапала из Сукхотаи и Аютия (Таиланд)
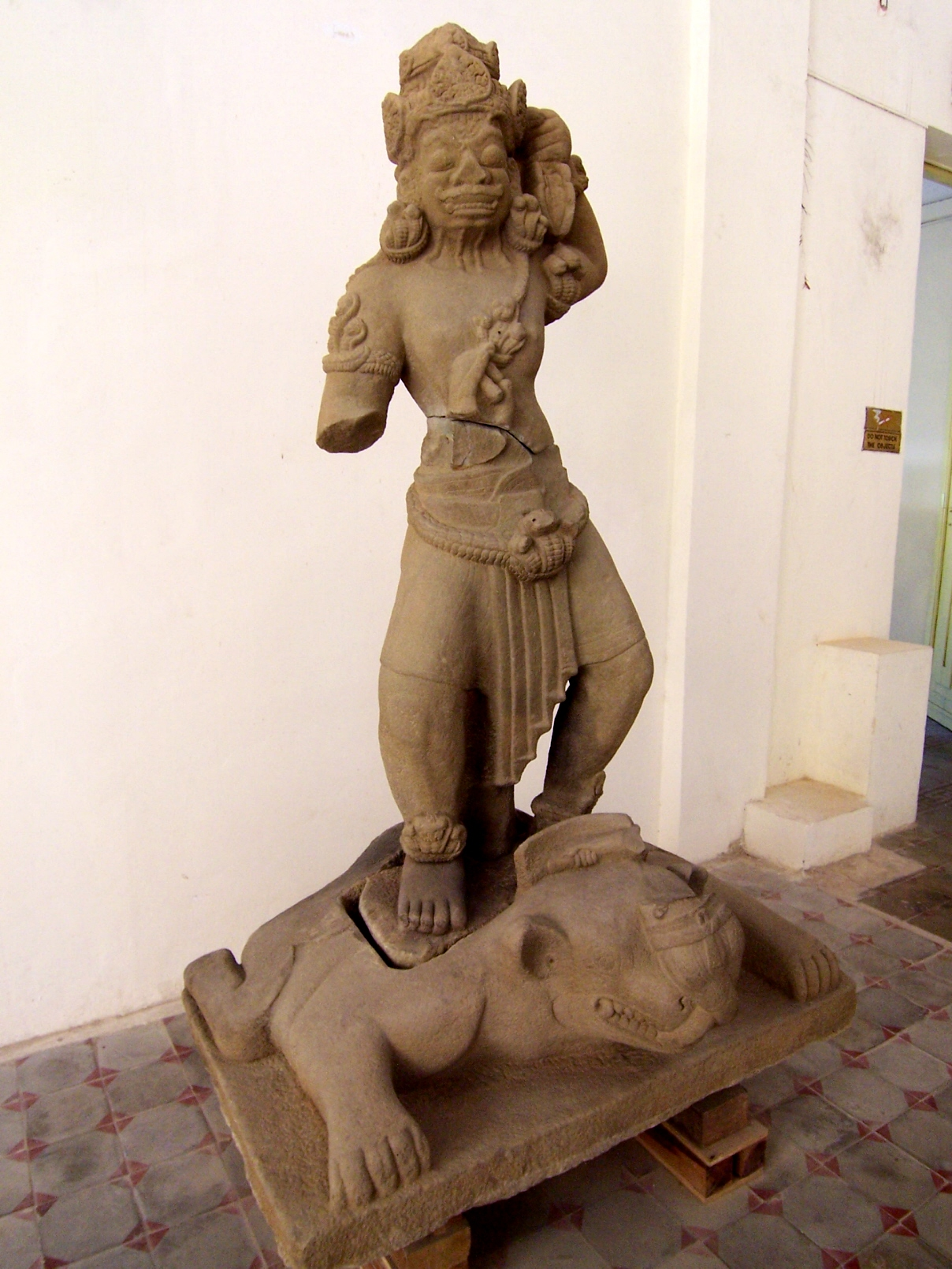
Дварапала из Индрапура, Тямпа (Вьетнам)
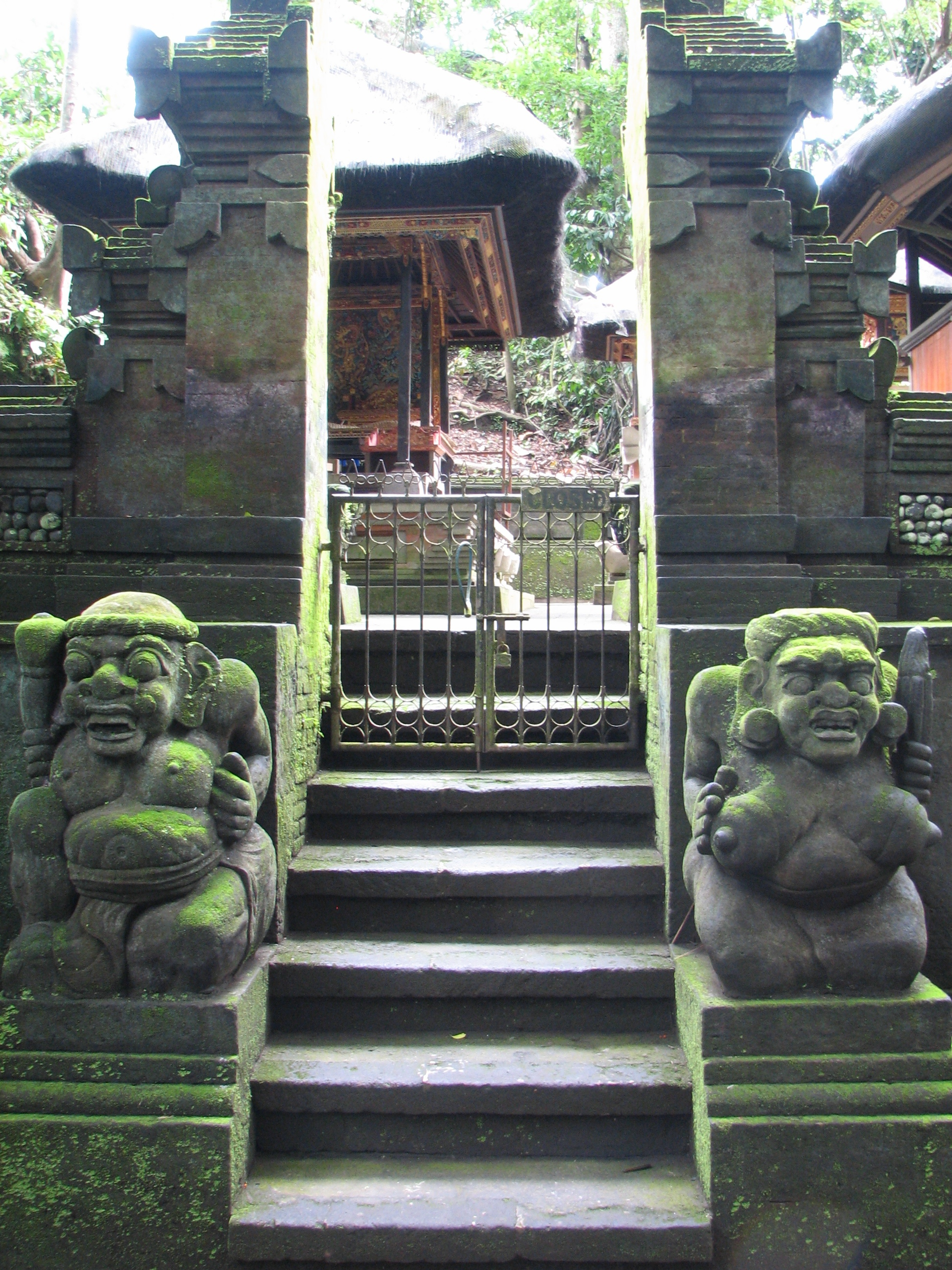
Парная мужская и женская дварапалы (Бали)
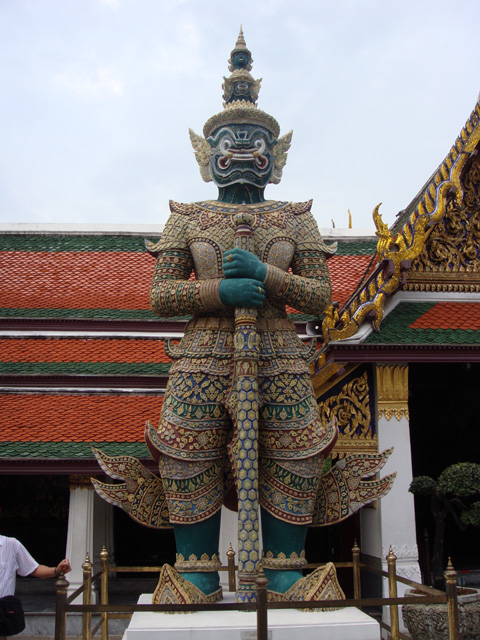
Дварапала на входе королевского дворца Бангкока (Таиланд)
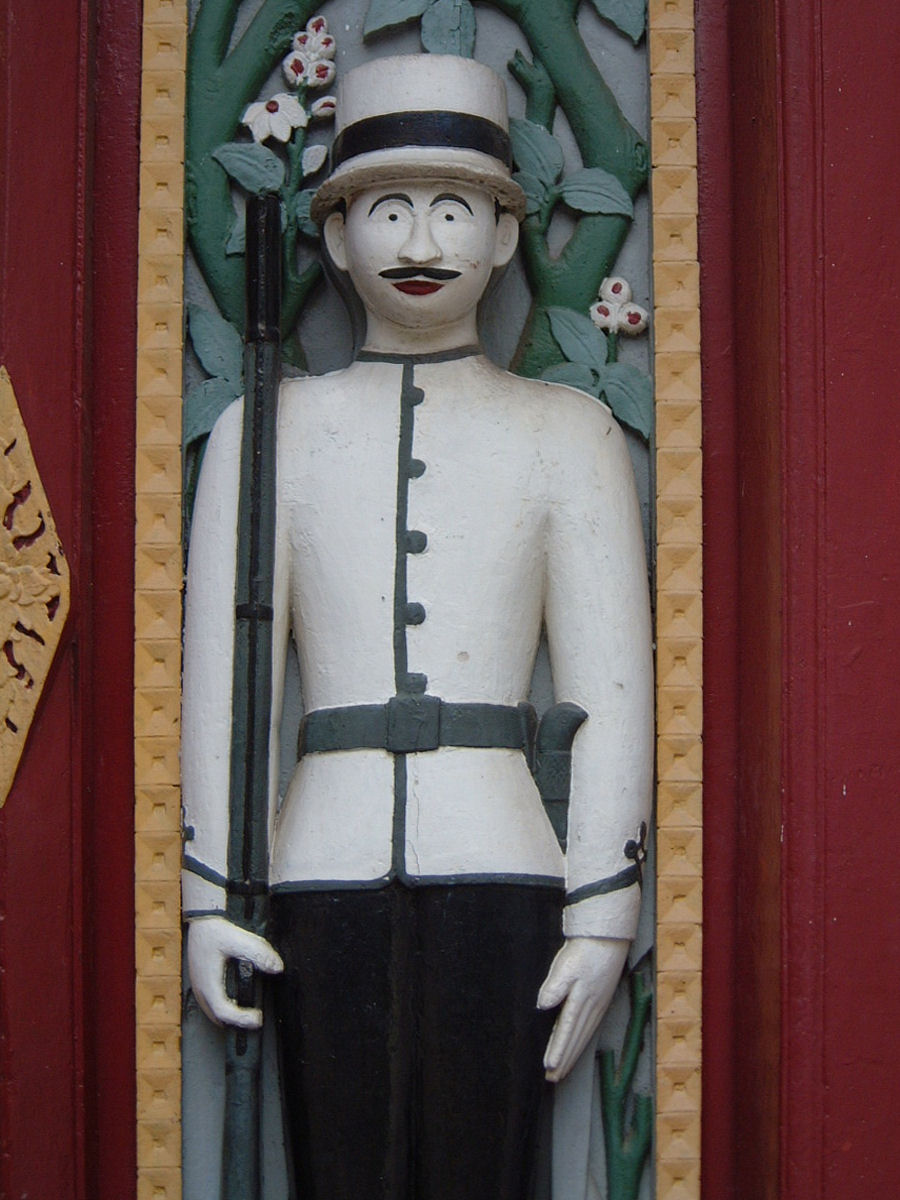
Современное подражание традиции: солдат как дварапала на входе в храм Ратчабофит (Бангкок)
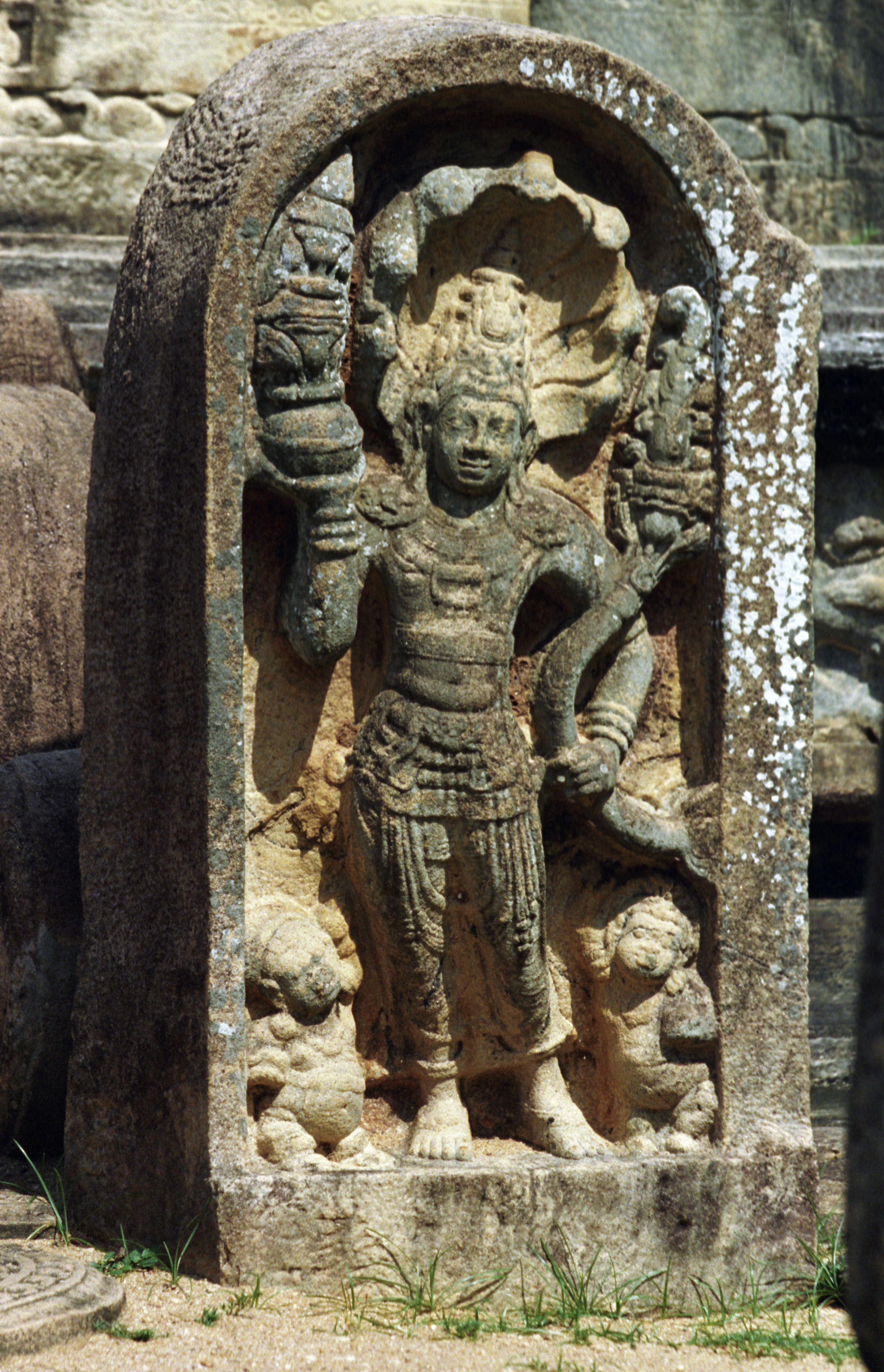
Дварапала из Полоннарува (Шри-Ланка)
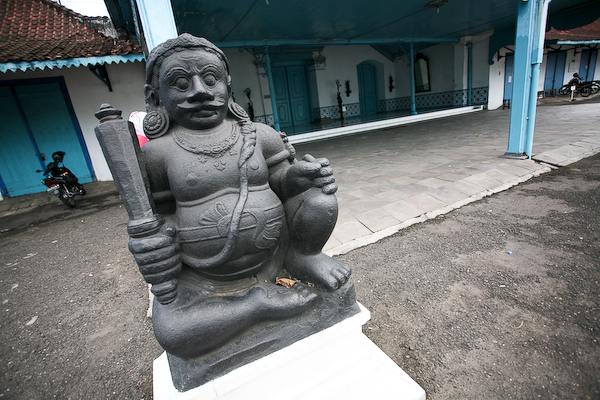
Дварапала в Суракарта (Индонезия)